# Sydamerikanska mästerskapet i fotboll 1922
Sydamerikanska mästerskapet i fotboll 1922 var först tänkt att spelas i Chile, men Brasilien bad om att få anordna turneringen då man firade 100-årskalas som självständigstat. Turneringen spelades i Río de Janeiro 17 september-22 oktober 1922.
Alla CONMEBOL-medlemmar anno 1922 deltog: Argentina, Brasilien, Chile, Paraguay och Uruguay.

## Matcher
Lagen spelade i en serie där alla mötte alla, där vinst gav två poäng, oavgjort en och förlust noll. 
| Nr | SM 1922   | S | V | O | F | GM | IM | MS | P |
| -- | --------- | - | - | - | - | -- | -- | -- | - |
| 1  | Brasilien | 4 | 1 | 3 | 0 | 4  | 2  | +2 | 5 |
| 2  | Paraguay  | 4 | 2 | 1 | 1 | 5  | 3  | +2 | 5 |
| 3  | Uruguay   | 4 | 2 | 1 | 1 | 3  | 1  | +2 | 5 |
| 4  | Argentina | 4 | 2 | 0 | 2 | 6  | 3  | +3 | 4 |
| 5  | Chile     | 4 | 0 | 1 | 3 | 1  | 10 | −9 | 1 |

|  | 17 september 1922 | Brasilien | 1 – 1   | Chile     | Estadio das Laranjeiras                            |                                                    |
|  |                   | Tatú 9′   | (1 – 1) | Bravo 41′ | Rio de Janeiro Domare: Ricardo Vallarino (Uruguay) | Rio de Janeiro Domare: Ricardo Vallarino (Uruguay) |
|  |                   |           |         |           | Rio de Janeiro Domare: Ricardo Vallarino (Uruguay) | Rio de Janeiro Domare: Ricardo Vallarino (Uruguay) |
|  |                   |           |         |           | Rio de Janeiro Domare: Ricardo Vallarino (Uruguay) | Rio de Janeiro Domare: Ricardo Vallarino (Uruguay) |

|  | 23 september 1922 | Chile | 0 – 2   | Uruguay                        | Estadio das Laranjeiras                            |                                                    |
|  |                   |       | (0 – 2) | Heguy 10′ Urdinarán 19′ (str.) | Rio de Janeiro Domare: Francisco Andreu (Paraguay) | Rio de Janeiro Domare: Francisco Andreu (Paraguay) |
|  |                   |       |         |                                | Rio de Janeiro Domare: Francisco Andreu (Paraguay) | Rio de Janeiro Domare: Francisco Andreu (Paraguay) |
|  |                   |       |         |                                | Rio de Janeiro Domare: Francisco Andreu (Paraguay) | Rio de Janeiro Domare: Francisco Andreu (Paraguay) |

|  | 24 september 1922 | Brasilien   | 1 – 1   | Paraguay  | Estadio das Laranjeiras                                   |                                                           |
|  |                   | Amílcar 14′ | (1 – 0) | Rivas 71′ | Rio de Janeiro Domare: Norberto Ladrón de Guevara (Chile) | Rio de Janeiro Domare: Norberto Ladrón de Guevara (Chile) |
|  |                   |             |         |           | Rio de Janeiro Domare: Norberto Ladrón de Guevara (Chile) | Rio de Janeiro Domare: Norberto Ladrón de Guevara (Chile) |
|  |                   |             |         |           | Rio de Janeiro Domare: Norberto Ladrón de Guevara (Chile) | Rio de Janeiro Domare: Norberto Ladrón de Guevara (Chile) |

|  | 28 september 1922 | Argentina                                | 4 – 0   | Chile | Estadio das Laranjeiras                            |                                                    |
|  |                   | Chiessa 10′ Francia 36′, 41′ Gaslini 75′ | (3 – 0) |       | Rio de Janeiro Domare: Ricardo Vallarino (Uruguay) | Rio de Janeiro Domare: Ricardo Vallarino (Uruguay) |
|  |                   |                                          |         |       | Rio de Janeiro Domare: Ricardo Vallarino (Uruguay) | Rio de Janeiro Domare: Ricardo Vallarino (Uruguay) |
|  |                   |                                          |         |       | Rio de Janeiro Domare: Ricardo Vallarino (Uruguay) | Rio de Janeiro Domare: Ricardo Vallarino (Uruguay) |

|  | 1 oktober 1922 | Brasilien | 0 – 0 | Uruguay | Estadio das Laranjeiras                           |  |
|  |                |           |       |         | Rio de Janeiro Domare: Servando Pérez (Argentina) |  |
|  |                |           |       |         |                                                   |  |
|  |                |           |       |         |                                                   |  |

|  | 5 oktober 1922 | Paraguay                        | 3 – 0   | Chile | Estadio das Laranjeiras                           |                                                   |
|  |                | Ramírez 5′ López 78′ Fretes 86′ | (1 – 0) |       | Rio de Janeiro Domare: Servando Pérez (Argentina) | Rio de Janeiro Domare: Servando Pérez (Argentina) |
|  |                |                                 |         |       | Rio de Janeiro Domare: Servando Pérez (Argentina) | Rio de Janeiro Domare: Servando Pérez (Argentina) |
|  |                |                                 |         |       | Rio de Janeiro Domare: Servando Pérez (Argentina) | Rio de Janeiro Domare: Servando Pérez (Argentina) |

|  | 8 oktober 1922 | Uruguay     | 1 – 0   | Argentina | Estadio das Laranjeiras                         |                                                 |
|  |                | Buffoni 43′ | (1 – 0) |           | Rio de Janeiro Domare: Pedro Santos (Brasilien) | Rio de Janeiro Domare: Pedro Santos (Brasilien) |
|  |                |             |         |           | Rio de Janeiro Domare: Pedro Santos (Brasilien) | Rio de Janeiro Domare: Pedro Santos (Brasilien) |
|  |                |             |         |           | Rio de Janeiro Domare: Pedro Santos (Brasilien) | Rio de Janeiro Domare: Pedro Santos (Brasilien) |

|  | 12 oktober 1922 | Uruguay | 0 – 1   | Paraguay    | Estadio das Laranjeiras                         |                                                 |
|  |                 |         | (0 – 1) | Elizeche 7′ | Rio de Janeiro Domare: Pedro Santos (Brasilien) | Rio de Janeiro Domare: Pedro Santos (Brasilien) |
|  |                 |         |         |             | Rio de Janeiro Domare: Pedro Santos (Brasilien) | Rio de Janeiro Domare: Pedro Santos (Brasilien) |
|  |                 |         |         |             | Rio de Janeiro Domare: Pedro Santos (Brasilien) | Rio de Janeiro Domare: Pedro Santos (Brasilien) |

|  | 15 oktober 1922 | Brasilien                   | 2 – 0   | Argentina | Estadio das Laranjeiras                            |                                                    |
|  |                 | Neco 42′ Amílcar 86′ (str.) | (1 – 0) |           | Rio de Janeiro Domare: Francisco Andreu (Paraguay) | Rio de Janeiro Domare: Francisco Andreu (Paraguay) |
|  |                 |                             |         |           | Rio de Janeiro Domare: Francisco Andreu (Paraguay) | Rio de Janeiro Domare: Francisco Andreu (Paraguay) |
|  |                 |                             |         |           | Rio de Janeiro Domare: Francisco Andreu (Paraguay) | Rio de Janeiro Domare: Francisco Andreu (Paraguay) |

Alla Paraguays spelare utom målvakten lämnade planen i protest mot den straffspark som domaren dömde.
|  | 18 oktober 1922 | Paraguay | 0 – 2   | Argentina               | Estadio das Laranjeiras                           |                                                   |
|  |                 |          | (0 – 0) | Francia 63′, 79′ (str.) | Rio de Janeiro Domare: Enrique Vignal (Brasilien) | Rio de Janeiro Domare: Enrique Vignal (Brasilien) |
|  |                 |          |         |                         | Rio de Janeiro Domare: Enrique Vignal (Brasilien) | Rio de Janeiro Domare: Enrique Vignal (Brasilien) |
|  |                 |          |         |                         | Rio de Janeiro Domare: Enrique Vignal (Brasilien) | Rio de Janeiro Domare: Enrique Vignal (Brasilien) |

Omspel
Brasilien, Paraguay, och Uruguay slutade på samma poäng. Uruguay drog sig ur i protest mot den brasilianska domarens insats. En playoff-match spelades mellan Brasilien och Paraguay.
|  | 22 oktober 1922 | Brasilien                 | 3 – 0   | Paraguay | Estadio das Laranjeiras                           |                                                   |
|  |                 | Neco 11′ Formiga 48′, 89′ | (1 – 0) |          | Rio de Janeiro Domare: Servando Pérez (Argentina) | Rio de Janeiro Domare: Servando Pérez (Argentina) |
|  |                 |                           |         |          | Rio de Janeiro Domare: Servando Pérez (Argentina) | Rio de Janeiro Domare: Servando Pérez (Argentina) |
|  |                 |                           |         |          | Rio de Janeiro Domare: Servando Pérez (Argentina) | Rio de Janeiro Domare: Servando Pérez (Argentina) |

## Skytteligan
4 mål
- Julio Francia

2 mål
| - Amilcar | - Formiga | - Neco |  |

1 mål
| - Angel Chiessa - José Gaslini - Tatú | - Manuel Bravo - Carlos Elizeche - Luis Fretes | - Ildefonso López - Julio Ramírez - Gerardo Rivas | - Felipe Buffoni - Juan Carlos Heguy - Antonio Urdinarán |